# A szerelem siklóernyőn érkezik
Az A szerelem siklóernyőn érkezik  (hangul: 사랑의 불시착, Szarangi pulsicshak, RR: Sarangui bulsichak), angol címén Crash Landing on You 2019-ben bemutatott dél-koreai dorama. Főszereplői Hjon Bin (Hyeon Bin) és Szon Jedzsin (Son Ye-jin). A sorozatot Koreában a tvN vetítette, világszerte pedig a Netflixen látható, többek között magyar felirattal is.

## Cselekmény
Jun Szeri (Yun Se-ri) sikeres dél-koreai üzletasszony saját cége termékét, egy siklóernyőt tesztel a Szöul feletti hegyekben, amikor tornádó csap le rá és a nő hosszas kavargás után egy fán landol. Hamarosan rá kell döbbennie, hogy Észak-Koreába sodorta át a szél, ahol az áramkimaradás miatt senki nem vette észre, hogy kéretlen látogató landolt a demilitarizált övezet másik oldalán. A nőre véletlenül bukkan rá a járőröző Ri Dzsonghjok (Ri Jeong-hyeok) százados, aki elől a kétségbeesett nő megpróbál elszökni. Ri a csapatával keresteti a nőt, és végül saját falujában bukkan rá újra. Mivel a nő szökése rá és csapatára is igen nagy bajt hozna, Ri úgy dönt, elrejti Szeri (Seri)t, és titokban megpróbálják kijuttatni az országból. Arra azonban egyikük sem számít, hogy gyengéd érzelmek kezdenek szövődni köztük, ami megnehezíti az elválást. Ráadásul Ri ellenlábasa, a magas rangú, korrupt Cso (Jo) is keresztülhúzza a számításaikat.

## Szereplők
- Hjon Bin (Hyun Bin) mint Ri Dzsonghjok (Ri Jeong-hyeok) százados[2]

Észak-koreai katonatiszt, aki jómódú és befolyásos családból származik. Miután bátyja rejtélyes körülmények között meghal katonaként, Dzsonghjok (Jeong-hyeok) feladja a zongoraművészi pályafutását és belép a seregbe.
- Szon Jedzsin (Son Ye-jin) mint Jun Szeri (Yun Se-ri)[2]

Csebol (Chaebol) családban nőtt fel, de nem volt könnyű gyerekkora, mert házasságon kívül született. Ennek ellenére sikeres üzletasszony, akinek saját cége van.
- Kim Dzsonghjon (Kim Jeong-hyeon) mint Ku Szungdzsun (Gu Seung-jun) / Alberto Gu[3]

Brit állampolgár üzletember, akivel Szeri (Se-ri) nem volt hajlandó érdekházasságot kötni. Ku (Gu) pénzt sikkaszt el a nő apjának cégéből és Észak-Koreába menekül az üldözői elől.
- Szo Dzsihje (Seo Ji-hye) mint Szo Dan (Seo Dan)[4]

Gazdag észak-koreai családba született, csellista, akit a szülők megegyezése alapján elígértek Ri Dzsonghjok (Ri Jeong-hyeok)nak. Szerelmes a férfiba, aki azonban nem viszonozza az érzelmeit.
- O Manszok (Oh Man-seok) mint Cso Csholgang (Jo Cheol-kang), korrupt észak-koreai katonatiszt, aki nem szíveli Rit.
- Jang Gjongvon (양경원, Yang Gyeongwon) mint Phjo Cshiszu (Pyo Chisu), törzsőrmester, Ri beosztottja
- I Sinjong (이신영, Lee Sinyeong) mint Pak Kvangbom (Park Gwangbeom), őrmester, Ri beosztottja
- Ju Szubin (유수빈, Yu Subin) mint Kim Dzsuhjok (Kim Ju-hyeok), tizedes, Ri beosztottja
- Thang Dzsunszang (탕준상, Tang Junsang) mint Kum Undong (Geum Eun-dong), tizedes, Ri beosztottja